# Ếch xanh đổi màu
Ếch xanh đổi màu hay ếch ngũ sắc (tên khoa học: Amolops iriodes) là một loài ếch trong họ Ranidae. Nó là loài đặc hữu của Việt Nam.
Môi trường sống tự nhiên của chúng là các khu rừng vùng núi ẩm nhiệt đới hoặc cận nhiệt đới, sông, và đầm nước ngọt có nước theo mùa. Loài này đang bị đe dọa do mất môi trường sống.

## Phân bố
Loài này được phát hiện năm 2000 ở vùng núi Tây Côn Lĩnh cao 1400 - 1700m, xã Cao Bồ, huyện Vị Xuyên, tỉnh Hà Giang, Việt Nam. Được Bain & Nguyễn Quảng Trường mô tả khoa học lần đầu tiên năm 2004.